# هغینه میناسیان
هغینه گریگوری میناسیان (ارمنی: Հեղինե Գրիգորի Մանասյան؛ انگلیسی: Heghine Manasyan؛ زادهٔ ۲۰ ژانویهٔ ۱۹۵۰) اقتصاددان اهل ارمنستان است.

## زندگی‌نامه
وی در ۲۰ ژانویه ۱۹۵۰ در آرزاکان به دنیا آمد و از دانشگاه دولتی ایروان فارغ‌التحصیل گشت. وی همچنین برنده جوایزی همچون آموزگار شایسته جمهوری ارمنستان شد. 

## یادداشت
1. ↑  տնտեսագիտության դոկտոր